# Стратфорд (Висконсин)
Стратфорд (енгл. Stratford) град је у америчкој савезној држави Висконсин.

## Демографија
По попису из 2010. године број становника је 1.578, што је 55 (3,6%) становника више него 2000. године.
| Група             | 2000.         | 2010.         |
| Белци             | 1.481 (97,2%) | 1.537 (97,4%) |
| Афроамериканци    | 0 (0,0%)      | 3 (0,2%)      |
| Азијати           | 18 (1,2%)     | 2 (0,1%)      |
| Хиспаноамериканци | 15 (1,0%)     | 25 (1,6%)     |
| Укупно            | 1.523         | 1.578         |